# Wolfgang R. Kubizek
Wolfgang Rudolf Kubizek (Wels, 13 januari 1959 – 7 juni 2008) was een Oostenrijks componist, muziekpedagoog en violist. Hij was een zoon van de componist, klarinettist en muziekpedagoog Karl Maria Kubizek (1925-1995) en is een neef van de componist, musicoloog, dirigent en pedagoog Augustin Kubizek.

## Levensloop
Kubizek studeerde van 1975 en 1976 aan het muziekgymnasium in Linz en vervolgens tot 1980 aan het muziekgymnasium in Wenen. Vanaf 1969 studeerde hij met het hoofdvak viool aan de Anton Bruckner Privatuniversität Linz en in Wenen. In 1975 won hij een 1e prijs in de landelijke wedstrijd Jugend musiziert in het vak compositie, alhoewel hij als componist autodidact is. In 1984 won hij een prijs gedurende de Workshop voor jonge componisten op het gebied van jazz en rock. 
Hij ontving diverse studiebeurzen zoals in 1981 van de deelstaat Opper-Oostenrijk (Talentförderprämie), in 1982, 1986 en 1990 de studiebeurs van het Oostenrijkse ministerie voor onderwijs en cultuur, in 1983 de studiebeurs van de cultuurafdeling van de stad Wenen en in 1987 een beurs van de Burgenlandstiftung Theodor Kery. 
Kubizek was medeoprichter van de vereniging Komponisten und Interpreten im Burgenland (KIBu) en van het Janus-Ensemble. Sinds 1999 was hij docent van de volkshogescholen in de deelstaat Burgenland. 
Als componist schreef hij werken voor verschillende genres, werken voor orkest, harmonieorkest, muziektheater, vocale muziek en kamermuziek. In 1985 was hij vertegenwoordiger van Oostenrijk tijdens het wereldmuziekfestival van de International Society of Contemporary Music (ISCM) in Amsterdam met het werk Octet voor jazzensemble. In 1992 was hij huiscomponist bij het Festival Sankt Gallen. In 1993 ontving hij de cultuurprijs van de Oostenrijkse deelstaat Burgenland en in 1999 de Ludo Hartmann prijs voor "buitengewoon werk in het interesse voor het Oostenrijkse volk" voor zijn compositie das ganz normale - Rassismus und Vorurteile (1998).

## Composities

### Werken voor orkest
- 1976 Requiem für 10 Solostreicher - in memoriam Gerwald Brandl, voor strijkorkest
- 1982 im ersten licht, concert voor een rockgroep en groot strijkorkest
- 1984 2 Räusche, voor orkest
- 1991 4 Stationen, voor orkest
- 1992 Leonardos Köpfe/ oder/ wie Naturell sich in Gesichtern niederschreibt/ oder/ der Zwie-spalt zwischen Sein und Make-up, voor blokfluit en strijkorkest
- 1994 2nd Try, voor strijkorkest
- 1995 raise the blinds, voor strijkorkest
- 1996 Die Engel von Los Angeles - Ein Dialog, sprachlos, symfonie voor orkest - première: 30 april 1996 in Wenen, grote zaal van de Wiener Musikverein
- 1999 Bozsoki darabok, voor orkest
- 2008 atme österreich, voor bariton, fagot en orkest[2] - tekst: van de componist

### Werken voor harmonieorkest
- 1991 Litzelsdorfer Potpourri
- 1992 Von der täglichen Trauer eines Artisten
- 1992-1993 Frischer Wind, voor 3 bassethoorns en harmonieorkest
- 1993 OverTüre zur Oper "Ich bau' ihr noch ein Haus - und davor Gartenzwerge" - Ein windiges Projekt, voor harmonieorkest
- 1995 weill ihr sie brecht (denn die gebrochen werden, brechen wieder), voor harmonieorkest

### Werken voor jazzensemble
- 1984 Octet, voor jazzensemble

### Muziektheater

#### Opera
| Voltooid in | titel                                      | aktes | première                                                  | libretto     |
| ----------- | ------------------------------------------ | ----- | --------------------------------------------------------- | ------------ |
| 1995        | Monolog mit einem Schatten - eine Windoper |       | 15 maart 1996, Wenen, Mozartsaal des Wiener Konzerthauses | Peter Wagner |

#### Toneelmuziek
- 1998 Jeder Tag ein Aschermittwoch und der Tag davor ein Karneval - tekst: Peter Wagner

#### Multimedia installatie
- 1998 das ganz normale - Rassismus und Vorurteile
- 2000 die tägliche dosis

### Vocale muziek

#### Oratoria
- 2007 ...und alle Toten staben friedlich..., oratorium in vijf delen voor solisten, gemengd koor en orkest[3] - tekst: Vladimir Vertlib - première: 5 mei 2007 op de appelplaats van het voormalige concentratiekamp Mauthausen

#### Werken voor koor
- 2002 Über den Grenzen - Eine musikalische Andacht (zum Tag der Menschenrechte), voor gemengd koor en strijkorkest - tekst: Jakob Perschy

#### Liederen
- 1986 Laß mich dich sehen, Mord, Sex, Revolution, Papagei, voor zangstem en instrumentaal ensemble - tekst: Peter Wagner

### Kamermuziek
- 1974 Duo, voor viool en klarinet
- 1975 Kwartet, voor houtblazers (dwarsfluit, klarinet in bes, klarinet in A en fagot)
- 1975 Trio, voor viool, altviool en cello
- 1976 Divertimento, voor hobo, klarinet in A en fagot
- 1976 Mauterndorfer Burleske, voor 5 dwarsfluiten, 2 hobo's, 3 klarinetten, hoorn en fagot
- 1976 3 stukken, voor viool en klarinet
- 1976 Liege bei dir, suite voor strijkkwartet
- 1981 nahaufnahmen - skizzen zum thema f., voor spreker en klarinet - tekst: Gerald Graßl
- 1990 Pizzicati für Gabriele, voor strijkkwartet
- 1990 Südlich/ ein Haus/ offen, voor strijkkwartet
- 1990 Ohne Bedeutung, voor 2 klarinetten
- 1991 3 Phasen, voor viool, klarinet in A en piano
- 1991 Vitamin C, voor strijkkwartet
- 1991 Fickle Decisions, voor klarinettenkoor en slagwerk
- 1992 Outlines, schetsen voor 3 bassethoorns
- 1992 Stückwerk, voor koperensemble
- 1992 Wechselbäder, voor viool, cello en piano
- 1992 smooth fixmix, voor 2 bassethoorns en basklarinet
- 1992 fixmix ist traurig, voor 2 bassethoorns en basklarinet
- 1992 Die Harmonie/ im Spiegel/ zu dritt/ geflippt, voor 3 bassethoorns (of 3 klarinetten)
- 1992 Einzelne Verzweiflung/ bricht/ selten genug// durch/ Unisono// allzuoft/ ungehört - Paraphrasen über eigentlich kein Thema: KRIEG, voor dwarsfluit, altsaxofoon en basklarinet - herwerkt in 1997
- 1993 FOR TWO FOUR - win or loose/ or communicate, voor dwarsfluit, klarinet in A, bassethoorn, fagot, 2 violen, altviool en cello
- 1993 Bucolic Stanzas, voor klarinet in bes, klarinet in A, 2 bassethoorns en basklarinet
- 1993 Deep Dreams of High Life (wake up!), voor 4 contrabassen
- 1993 ...flüchtig... ein Versuch mit Schuberts "Sonate a-Moll", Op. 137 No.2, voor 3 bassethoorns
- 1994 Launen, irritaties voor cello en piano
- 1994 SichtWeise - eine Hörbar, voor fluitkwintet
- 1994 Adagio für meinen Vater, voor klarinet in A en strijkkwartet
- 1994 Komm X! (laß uns tanzen), wals voor dwarsfluit, klarinet, 2 violen, cello, contrabas en piano
- 1994 Blockwise Undertones, voor dwarsfluit en strijktrio
- 1994 Gespräche zu dritt, voor 3 bassethoorns
- 1994 nach jahr und tag (Strijkkwartet nr. 2)
- 1995 having a party (oh, what fun!), voor viool, cello, contrabas, dwarsfluit, altsaxofoon, trombone, elektrische gitaar, piano, vibrafoon, drumstel
- 1995 Fanfare Halbturn, voor koperkwintet (2 trompetten, hoorn, trombone en tuba)
- 1995 du bleibst - ein Abschied - Adagio II für meinen Vater, voor klarinet in A en strijkkwartet
- 1995 EinHorn, voor blaaskwintet
- 1997 coming together - 5 Etüden für Freunde, voor altviool en vibrafoon
- 1997 requiem for a living - (Strijkkwartet nr. 3)
- 1997 Tom - egy virtuóz Janus, voor klarinet in A (solo), 2 violen, altviool, cello, contrabas, dwarsfluit, trompet, hoorn, piano en vibrafoon
- 1997 Játék - Takács Jenő elött meghajolok egy fiatal vonósnégyesnek, voor strijkkwartet
- 1998 Gedanken über Gedanken - (meines Bruders über 70 Jahr der Mutter), voor bassethoorn solo
- 2001 A banán, voor 2 violen, altviool, cello, contrabas, dwarsfluit, klarinet in A, trompet, hoorn, piano, vibrafoon/kleine trom
- 2004 fill in, voor 4 violen en 2 altviolen

### Werken voor orgel
- 1999 Rohonci aranylakodalom

### Werken voor piano
- 1993 Youngish - play it on the piano

### Elektroakoestische werken
- 1993 Talk to the Machine, voor klarinet en bandrecorder